# Équipe de Belgique de hockey sur gazon en demi-finale de la Ligue mondiale 2016-2017
Maillots
Chronologie
Saison précédente Saison suivante
Du 9 au 23 juillet 2017, l'équipe de Belgique de hockey sur gazon participe à la Demi-finale de la Ligue mondiale 2016-2017.

## Résumé de la saison
Le 14 juin 2017, Shane McLeod, le coach national, a annoncé, ce matin, sa sélection de 18 joueurs pour le tournoi, à la suite des stages à Moers en Allemagne et à Barcelone en Espagne. Le Néo-Zélandais a choisi d’accorder sa confiance à plusieurs jeunes joueurs du noyau comme Arthur de Sloover, Nicolas de Kerpel ou Augustin Meurmans qui feront le voyage en Afrique du Sud, tout comme Dorian Thiéry qui effectue son grand retour dans l’équipe pour une compétition internationale. Comme annoncé, l’Anversois Felix Denayer est également de retour parmi les Red Lions.
Le 16 juin 2017, Tanguy Cosyns (qui aura 26 ans dans quelques jours) a, en effet, dû déclarer forfait pour les échéances estivales sous le maillot des Red Lions après s’être blessé lors du stage de trois jours à Barcelone, le week-end dernier.
Le 21 juin 2017, après la défection de Tanguy Cosyns (qui doit se faire opérer aux ligaments croisés antérieurs du genou), c’est deux nouvelles absences que Shane McLeod va devoir gérer pour disputer la demi-finale de la World League à Johannesbourg. Parmi celles-ci, Alexander Hendrickx remplace Dorian Thiéry, victime d'une cassure au pied gauche et Amaury Keusters remplace Florent van Aubel, laissé au repos.
Le 9 juillet 2017, les joueurs belges ont parfaitement réussi leur entrée en matière lors de la demi-finale de la World League, à Johannesbourg. Ils n’ont pas laissé la moindre chance à l’Egypte qui n’a jamais réussi à tenir le rythme imposé par les Red Lions (10-0). A noter que Alexander Hendrickx est sorti du jeu dans le premier quart-temps en se plaignant de l’épaule. Le staff médical n’a évidemment pas souhaité prendre le moindre risque et l’a donc laissé au repos pour la suite de la partie.
Le 11 juillet 2017, large victoire (6-2) face à l'Irlande après une nouvelle prestation 5 étoiles des Red Lions qui vont maintenant profiter de trois jours de repos pour préparer consciencieusement le duel face à l’Allemagne programmé, samedi (18h). Le match qui décidera très probablement de la première place du groupe B.
Le 15 juillet 2017, cette troisième rencontre de poule était donc attendue avec impatience par les Red Lions qui voulaient confirmer leur excellente entame de tournoi en réussissant une grosse performance face à l’Allemagne. Mais face à la troisième nation mondiale, la tâche ne s’annonçait pas évidente. Cette rencontre a finalement été perdue (3-2).
Le 17 juillet 2017, les Red Lions n’ont jamais laissé planer le moindre doute sur l’issue possible de cette dernière rencontre de poule à la demi-finale de la World League à Johannesburg. Opposés au pays hôte qui devait s’imposer pour disputer les quarts de finale, ils ont corrigé le tir (1-9) après leur défaite de samedi face à l’Allemagne.
Le 19 juillet 2017, les Red Lions se qualifient pour la Coupe du monde 2018 après leur victoire (2-0) face à la Nouvelle-Zélande en quart de finale de la demi-finale de la compétition.
Le 21 juillet 2017, la dernière fois que les deux équipes s’étaient rencontrées, c’était l’été dernier, lors de la phase de poule des Jeux de Rio. La Belgique s’était imposée 1-0 grâce à un but de Tanguy Cosyns. Une prestation sans faille de l’équipe de Shane McLeod qui confirmait ses ambitions dans le tournoi. Pratiquement un an plus tard, c’est une équipe australienne en pleine reconstruction (Jamie Dwyer, Chris Ciriello et Kieran Govers ayant pris leur retraite internationale), qui se dressait sur la route de la finale des joueurs belges, bien décidés à remettre le couvert pour arracher leur place en finale de cette demi-finale de la World League. Cette rencontre a finalement été gagnée (1-2).
Le 23 juillet 2017, après la courte défaite en phase de poule, les joueurs belges n’attendaient qu’une seule chose, à Johannesburg. C’était de retrouver les Allemands en finale afin de remettre les pendules à l’heure après leur prestation plus que moyenne, huit jours plus tôt. Cette finale est gagnée (1-6). Arthur van Doren, meilleur jeune et Tom Boon, meilleur buteur sont récompensés.

## Composition
La composition suivante de la Belgique.
Entraîneur :  Shane Mcleod
| Numéro | Joueur                | Date de naissance | Âge | Sélections |
| ------ | --------------------- | ----------------- | --- | ---------- |
| 3      | Jeremy Gucassoff (GB) | 3 décembre 1988   | 28  | 137        |
| 4      | Arthur van Doren      | 1er octobre 1994  | 22  | 107        |
| 9      | Sébastien Dockier     | 28 décembre 1989  | 25  | 130        |
| 10     | Cédric Charlier       | 27 novembre 1987  | 29  | 246        |
| 11     | Amaury Keusters       | 1er octobre 1990  | 26  | 60         |
| 12     | Gauthier Boccard      | 26 août 1991      | 25  | 143        |
| 13     | Nicolas de Kerpel     | 23 mars 1993      | 24  | 11         |
| 14     | Augustin Meurmans     | 29 mai 1997       | 20  | 11         |
| 15     | Emmanuel Stockbroekx  | 23 décembre 1993  | 23  | 111        |
| 16     | Alexander Hendrickx   | 6 août 1993       | 23  | 51         |
| 17     | Thomas Briels (C)     | 23 août 1987      | 29  | 268        |
| 19     | Félix Denayer         | 31 janvier 1990   | 27  | 249        |
| 21     | Vincent Vanasch (GB)  | 21 décembre 1987  | 29  | 167        |
| 22     | Simon Gougnard        | 17 janvier 1991   | 26  | 215        |
| 23     | Arthur de Sloover     | 3 mai 1997        | 20  | 11         |
| 25     | Loïck Luypaert        | 19 août 1991      | 25  | 162        |
| 26     | Victor Wegnez         | 25 décembre 1995  | 21  | 11         |
| 27     | Tom Boon              | 25 janvier 1990   | 27  | 220        |

## Les matchs
| Johannesbourg - Poule B           | Belgique | 10 - 0  | Égypte | University of Witwatersrand Johannesbourg, Afrique du Sud             |                                                                       |
| 9 juillet 2017 16h00 heure locale | Briels 4e, 60e · Boon 5e, 57e · Stockbroekx 9e · Keusters 9e · De Kerpel 23e · Luypaert 30e · Charlier 40e · Dockier 46e | (6 - 0) |        | Arbitrage : Gabriel Labate Gareth Greenfield Arbitre vidéo : Deon Nel | Arbitrage : Gabriel Labate Gareth Greenfield Arbitre vidéo : Deon Nel |
| 9 juillet 2017 16h00 heure locale | Rapport |         |        | Arbitrage : Gabriel Labate Gareth Greenfield Arbitre vidéo : Deon Nel | Arbitrage : Gabriel Labate Gareth Greenfield Arbitre vidéo : Deon Nel |

| Johannesbourg - Poule B            | Belgique                                                        | 6 - 2   | Irlande                | University of Witwatersrand Johannesbourg, Afrique du Sud       |                                                                 |
| 11 juillet 2017 18h00 heure locale | Gougnard 17e · Charlier 20e · Boon 28e, 44e, 48e · Luypaert 37e | (3 - 1) | 13e Cole · 57e Sothern | Arbitrage : Raghu Prasad Grant Hundley Arbitre vidéo : Deon Nel | Arbitrage : Raghu Prasad Grant Hundley Arbitre vidéo : Deon Nel |
| 11 juillet 2017 18h00 heure locale | Rapport                                                         |         |                        | Arbitrage : Raghu Prasad Grant Hundley Arbitre vidéo : Deon Nel | Arbitrage : Raghu Prasad Grant Hundley Arbitre vidéo : Deon Nel |

| Johannesbourg - Poule B            | Allemagne                                    | 3 - 2   | Belgique                     | University of Witwatersrand Johannesbourg, Afrique du Sud     |                                                               |
| 15 juillet 2017 18h00 heure locale | Miltkau 30e · Windfeder 43e · Linnekogel 54e | (1 - 0) | 32e Van Doren · 40e Gougnard | Arbitrage : John Wright Raghu Prasad Arbitre vidéo : Deon Nel | Arbitrage : John Wright Raghu Prasad Arbitre vidéo : Deon Nel |
| 15 juillet 2017 18h00 heure locale | Rapport                                      |         |                              | Arbitrage : John Wright Raghu Prasad Arbitre vidéo : Deon Nel | Arbitrage : John Wright Raghu Prasad Arbitre vidéo : Deon Nel |

| Johannesbourg - Poule B            | Afrique du Sud  | 1 - 9   | Belgique | University of Witwatersrand Johannesbourg, Afrique du Sud                 |                                                                           |
| 17 juillet 2017 18h00 heure locale | Guise-Brown 35e | (0 - 7) | 3e Hendrickx · 7e De Kerpel · 17e, 25e Briels · 27e, 33e Dockier · 29e Luypaert · 29e Charlier · 59e Boccard | Arbitrage : Gabriel Labate Haider Rasool Arbitre vidéo : Colin Hutchinson | Arbitrage : Gabriel Labate Haider Rasool Arbitre vidéo : Colin Hutchinson |
| 17 juillet 2017 18h00 heure locale | Rapport         |         | | Arbitrage : Gabriel Labate Haider Rasool Arbitre vidéo : Colin Hutchinson | Arbitrage : Gabriel Labate Haider Rasool Arbitre vidéo : Colin Hutchinson |

| Johannesbourg - Quart de finale    | Belgique             | 2 - 0   | Nouvelle-Zélande | University of Witwatersrand Johannesbourg, Afrique du Sud      |                                                                |
| 19 juillet 2017 18h00 heure locale | Dockier 3e · Boon 5e | (2 - 0) |                  | Arbitrage : Peter Wright Raghu Prasad Arbitre vidéo : Deon Nel | Arbitrage : Peter Wright Raghu Prasad Arbitre vidéo : Deon Nel |
| 19 juillet 2017 18h00 heure locale | Rapport              |         |                  | Arbitrage : Peter Wright Raghu Prasad Arbitre vidéo : Deon Nel | Arbitrage : Peter Wright Raghu Prasad Arbitre vidéo : Deon Nel |

| Johannesbourg - Demi-finale        | Australie   | 1 - 2   | Belgique                    | University of Witwatersrand Johannesbourg, Afrique du Sud          |                                                                    |
| 21 juillet 2017 19h00 heure locale | Hayward 45e | (0 - 1) | 22e Charlier · 36e Keusters | Arbitrage : John Wright Gareth Greenfield Arbitre vidéo : Deon Nel | Arbitrage : John Wright Gareth Greenfield Arbitre vidéo : Deon Nel |
| 21 juillet 2017 19h00 heure locale | Rapport     |         |                             | Arbitrage : John Wright Gareth Greenfield Arbitre vidéo : Deon Nel | Arbitrage : John Wright Gareth Greenfield Arbitre vidéo : Deon Nel |

| Johannesbourg - Finale             | Allemagne        | 1 - 6   | Belgique                                                                   | University of Witwatersrand Johannesbourg, Afrique du Sud     |                                                               |
| 21 juillet 2017 19h00 heure locale | T. Grambusch 16e | (1 - 4) | 14e Van Doren · 20e Boon · 22e Keusters · 27e, 58e Charlier · 59e Meurmans | Arbitrage : John Wright Peter Wright Arbitre vidéo : Deon Nel | Arbitrage : John Wright Peter Wright Arbitre vidéo : Deon Nel |
| 21 juillet 2017 19h00 heure locale | Rapport          |         |                                                                            | Arbitrage : John Wright Peter Wright Arbitre vidéo : Deon Nel | Arbitrage : John Wright Peter Wright Arbitre vidéo : Deon Nel |

## Les joueurs
| Joueurs | Joueurs               |     |     |     |     |     |     |     | Matchs joués | Buts marqués |
| ------- | --------------------- | --- | --- | --- | --- | --- | --- | --- | ------------ | ------------ |
| 3       | Jeremy Gucassoff (GB) | 31  | NC  | NC  | X   | NC  | NC  | NC  | 2            | 0            |
| 4       | Arthur van Doren      | X   | X   | X · | X   | X   | X   | X · | 7            | 2            |
| 9       | Sébastien Dockier     | X · | X   | X   | X · | X · | X   | X   | 7            | 5            |
| 10      | Cédric Charlier       | 3 · | 3 · | 4   | 3 · | 3   | 4 · | 4 · | 7            | 6            |
| 11      | Amaury Keusters       | X   | X   | 4   | X   | X   | 3 · | 4 · | 7            | 2            |
| 12      | Gauthier Boccard      | 3   | 4   | 4   | 3 · | 3   | 3   | 4   | 7            | 1            |
| 13      | Nicolas de Kerpel     | 3 · | 3   | 4   | 3 · | 3   | X   | X   | 7            | 2            |
| 14      | Augustin Meurmans     | X   | X   | X   | X   | X   | X   | X · | 7            | 1            |
| 15      | Emmanuel Stockbroekx  | X · | X   | X   | X   | X   | X   | X   | 7            | 1            |
| 16      | Alexander Hendrickx   | X   | X   | X   | X · | X   | X   | X   | 7            | 1            |
| 17      | Thomas Briels (C)     | X · | X   | X   | X · | X   | X   | X   | 7            | 4            |
| 19      | Felix Denayer         | X   | X   | X   | X   | X   | X   | X   | 7            | 0            |
| 21      | Vincent Vanasch (GB)  | X   | X   | X   | NC  | X   | X   | X   | 6            | 0            |
| 22      | Simon Gougnard        | X   | X · | X · | X   | X   | X   | X   | 7            | 2            |
| 23      | Arthur de Sloover     | 3   | 5   | 5   | 3   | 3   | 5   | 5   | 7            | 0            |
| 25      | Loïck Luypaert        | X · | X · | X   | X · | X   | X   | X   | 7            | 3            |
| 26      | Victor Wegnez         | 4   | 4   | 4   | 3   | 3   | 3   | 4   | 7            | 0            |
| 27      | Tom Boon              | 3 · | 4 · | X   | 3   | 3 · | 3   | 4 · | 7            | 7            |

Un « X » indique un joueur commence le match sur le terrain.